# Rusłan Nowikow
Rusłan Ołehowycz Nowikow, ukr. Руслан Олегович Новіков, ros. Руслан Олегович Новиков, Rusłan Olegowicz Nowikow (ur. 10 kwietnia 1972 roku w Czerkasach) – ukraiński piłkarz występujący na pozycji bramkarza, trener piłkarski.

## Kariera piłkarska

### Kariera klubowa
W 1990 zadebiutował w podstawowym składzie Dnipra Czerkasy. Potem służył w wojskowej drużynie SKA Kijów. Następnie grał w klubach Nywa Mironówka, Krystał Czortków, Borysfen Boryspol, Nafkom Browary, Roś Biała Cerkiew, Kniaża Szczasływe i Chodak Czerkasy. Zakończył karierę piłkarską w amatorskim zespole Chodak Czerkasy.

## Kariera trenerska
Po zakończeniu kariery piłkarskiej rozpoczął pracę trenerską. Najpierw pomagał trenować kluby Chodak Czerkasy, Monolit Illicziwśk i Skała Morszyn. Latem 2011 został głównym trenerem klubu Krystał Chersoń. W końcu sierpnia 2012 roku po serii nieudanych gier (zdobyty tylko 1 pkt w siedmiu meczach) został zwolniony z zajmowanego stanowiska. W listopadzie 2013 został mianowany na stanowisko głównego trenera Borysfena Boryspol.

## Sukcesy i odznaczenia

### Sukcesy klubowe
- mistrz Ukraińskiej Drugiej Lihi: 2003